# Josip Pavić
Josip Pavić (Spalato, 15 gennaio 1982) è un ex pallanuotista croato.

## Carriera
Dal 2002 al 2014 con il Mladost Zagabria ha vinto due campionati croati e tre coppe di Croazia; dal 2015 al 2018 con l'Olympiakos Pireo ha vinto tre coppe di Grecia, due campionati greci e un'Eurolega.
Ha vinto la medaglia d'oro olimpica nella pallanuoto alle Olimpiadi 2012 svoltesi a Londra, trionfando nel torneo maschile con la nazionale croata.
Ha partecipato anche alle Olimpiadi 2008 di Pechino.
Nelle sue partecipazioni ai campionati mondiali di nuoto ha ottenuto una medaglia d'oro (2007), una medaglia d'argento (2015) e tre medaglie di bronzo (2009, 2011 e 2013).
Inoltre, tra gli altri premi, ha conquistato una medaglia d'oro (2010) ai campionati europei di pallanuoto e una medaglia d'oro (2013) ai giochi del Mediterraneo.
Nel 2012 gli è stato conferito il premio Atleta dell'anno FINA nella categoria pallanuoto maschile.

## Riconoscimenti
- Pallanuotista dell'anno FINA: 2012